# City of Stirling
City of Stirling is een Local Government Area (LGA) in Australië in de staat West-Australië in de agglomeratie van Perth. City of Stirling telde 226.369 inwoners in 2021. De hoofdplaats is Stirling.